# Religión y aborto
| Diferencias religiosas sobre la cuestión del aborto (2014) Porcentaje de población adulta a favor del aborto por tradición religiosa:                     | Diferencias religiosas sobre la cuestión del aborto (2014) Porcentaje de población adulta a favor del aborto por tradición religiosa: | Diferencias religiosas sobre la cuestión del aborto (2014) Porcentaje de población adulta a favor del aborto por tradición religiosa: | Diferencias religiosas sobre la cuestión del aborto (2014) Porcentaje de población adulta a favor del aborto por tradición religiosa: | Diferencias religiosas sobre la cuestión del aborto (2014) Porcentaje de población adulta a favor del aborto por tradición religiosa: |
| --- | --- | --- | --- | --- |
| | | | % | |
| Judíos | Judíos | | 83 | 83 |
| Budistas | Budistas | | 82 | 82 |
| No afiliados | No afiliados | | 73 | 73 |
| Hinduistas | Hinduistas | | 68 | 68 |
| Protestantes | Protestantes | | 60 | 60 |
| Musulmanes | Musulmanes | | 55 | 55 |
| Ortodoxos | Ortodoxos | | 53 | 53 |
| Iglesia negra | Iglesia negra | | 52 | 52 |
| Católicos | Católicos | | 48 | 48 |
| Evangélicos | Evangélicos | | 33 | 33 |
| Mormones | Mormones | | 27 | 27 |
| Testigos de Jehová | Testigos de Jehová | | 18 | 18 |
| Los porcentajes pueden no sumar 100 debido al redondeo; los márgenes de error varían según el número de personas encuestadas. Fuente: Pew Research Center | | | | |

Numerosas religiones se han pronunciado sobre el aborto, pero pocas son absolutas. Estas posturas abarcan un amplio espectro, basadas en numerosas enseñanzas, deidades o impresiones religiosas, y algunas de esas opiniones se destacan a continuación.

## Bahaísmo
El aborto, simplemente con el propósito de eliminar a un niño no deseado, está fuertemente desaprobado en el bahaísmo, aunque las razones médicas pueden justificarlo. Entre las posibles razones para interrumpir un embarazo se encuentran la violación, el incesto, la falta de viabilidad del feto y la salud de la madre. Aunque Shoghi Effendi, el Guardián de la Fe bahá'í, consideró la interrupción intencional de un embarazo como el final de una vida, no hay enseñanzas específicas en los textos sagrados bahá'ís que la aborden; la Casa Universal de Justicia ha llegado a la conclusión de que no es exactamente lo mismo que el asesinato y, por lo tanto, está dentro del ámbito de la Casa Universal de Justicia legislar al respecto, en una fecha futura, si así lo decide. En la actualidad, se alienta a los baháʼís a decidir en función de su propia conciencia a la luz de la orientación general que se encuentra en los escritos baháʼís y los consejos médicos.

## Budismo

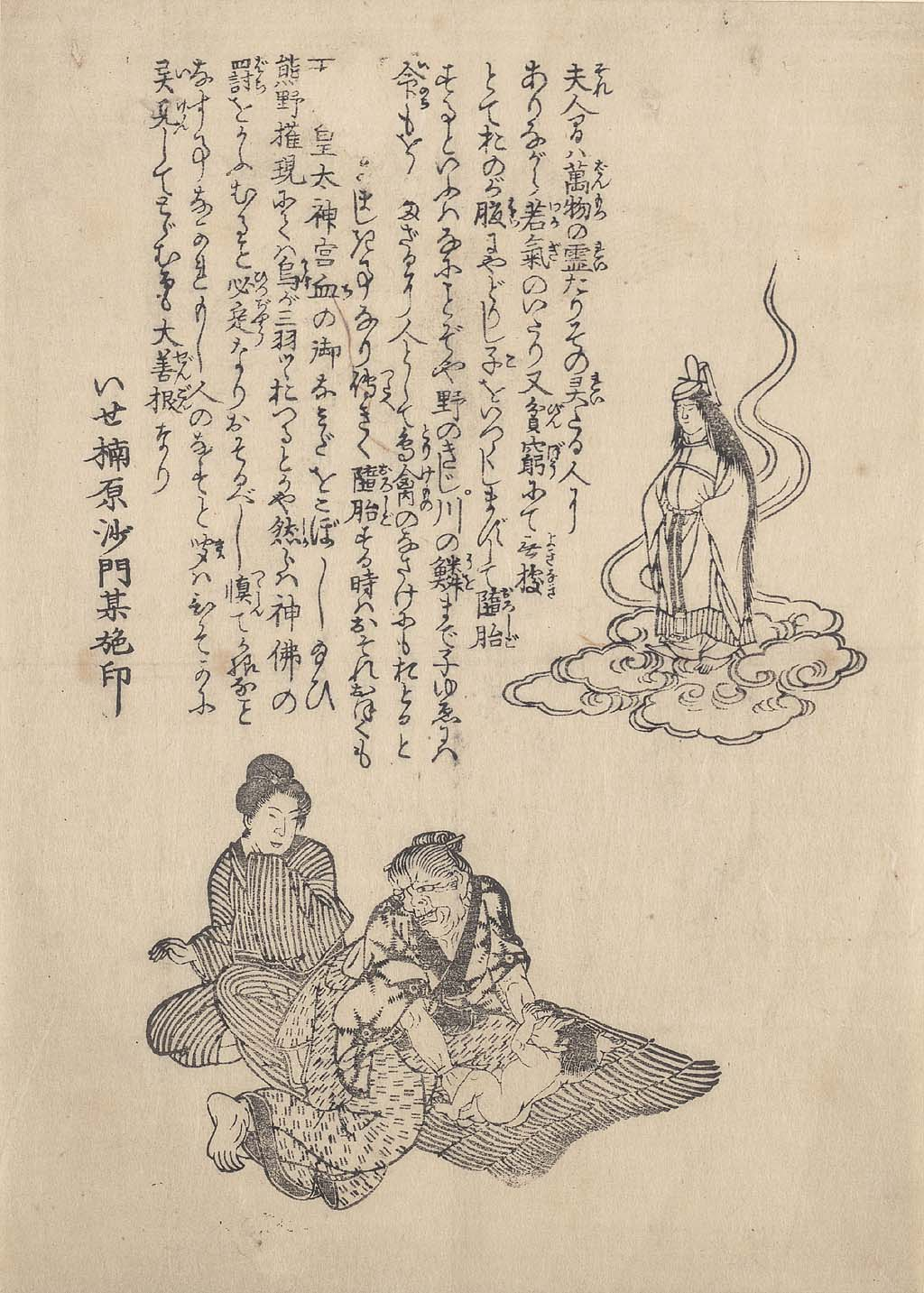
"Advertencia contra el aborto". Xilografía japonesa Ukiyo-e de finales del.

No existe un punto de vista budista único sobre el aborto. Algunas fuentes tradicionales, incluidos algunos códigos monásticos budistas, sostienen que la vida comienza en la concepción y que el aborto, que implicaría entonces la destrucción deliberada de la vida, debe rechazarse. Para complicar el problema está la creencia budista de que "la vida es un continuo sin un punto de partida perceptible". Entre los budistas, no existe un punto de vista oficial o preferido con respecto al aborto.
El Dalai Lama ha dicho que el aborto es "negativo", pero hay excepciones. Dijo: "Creo que el aborto debe aprobarse o desaprobarse según cada circunstancia".
Inducir o causar un aborto se considera un asunto serio en las reglas monásticas seguidas por los monjes Theravada y Vajrayana; los monjes y monjas deben ser expulsados por ayudar a una mujer a procurar un aborto. Las fuentes tradicionales no reconocen una distinción entre aborto temprano y tardío, pero en Sri Lanka y Tailandia el "estigma moral" asociado con un aborto crece con el desarrollo del feto. Si bien las fuentes tradicionales no parecen ser conscientes de la posibilidad de que el aborto sea relevante para la salud de la madre, los maestros budistas modernos de muchas tradiciones – y leyes de aborto en muchos países budistas – reconocer una amenaza a la vida o la salud física de la madre como una justificación aceptable para el aborto como un asunto práctico, aunque todavía puede verse como un acto con consecuencias kármicas o morales negativas.

## Cristianismo

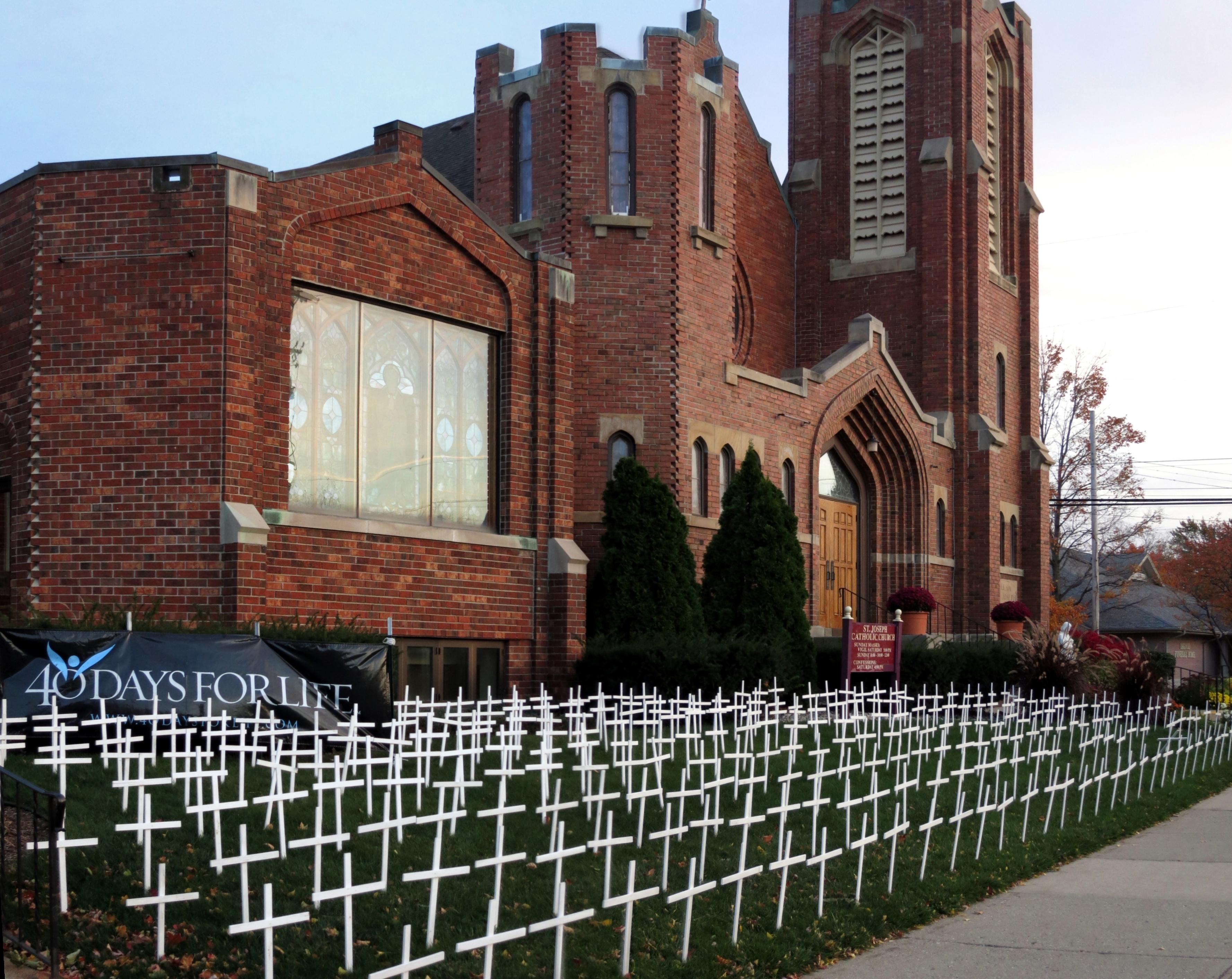
Desde la década de 2000, iglesias de diversas denominaciones han participado en una exhibición pública temporal para hacer visible una muestra de la cantidad de abortos registrados en los EE. UU. Cada crucifijo representa un número mucho mayor.

Existe un desacuerdo académico sobre cómo se sentían los primeros cristianos sobre el aborto y si existen prohibiciones explícitas del aborto en los libros del Antiguo Testamento o del Nuevo Testamento de la Biblia. Algunos eruditos han llegado a la conclusión de que los primeros cristianos adoptaron una postura matizada sobre lo que ahora se llama aborto, y que en diferentes momentos y en distintos lugares, los primeros cristianos adoptaron posturas diferentes. Otros estudiosos han concluido que los primeros cristianos consideraban el aborto un pecado en todas las etapas; aunque hay desacuerdo sobre sus pensamientos sobre qué tipo de pecado era, y qué tan grave era el pecado, se consideraba al menos tan grave como la inmoralidad sexual. Algunos cristianos primitivos creían que el embrión no tenía alma desde la concepción, y, en consecuencia, la opinión estaba dividida en cuanto a si el aborto precoz era o no un asesinato o éticamente equivalente al asesinato.
Los primeros concilios de la iglesia castigaban a las mujeres por abortos combinados con otros delitos sexuales, así como a los fabricantes de drogas abortivas, pero, como algunos de los primeros padres de la iglesia, como Basilio de Cesarea, no distinguían entre fetos "formados" y "no formados". Mientras que Gregorio de Nisa y Máximo el Confesor sostenían que la vida humana ya comenzaba en la concepción, Agustín de Hipona afirmó que los conceptos de Aristóteles de la encarnación del alma ocurrían algún tiempo después de la concepción, después de lo cual el aborto se consideraba homicidio, sin dejar de mantener la condenación del aborto en cualquier momento a partir de la concepción. Tomás de Aquino reiteró los puntos de vista de Aristóteles sobre las almas sucesivas: vegetativa, animal y racional. Esta sería la posición de la Iglesia católica hasta 1869, cuando se eliminó la limitación de la excomunión automática al aborto del feto formado, cambio que se ha interpretado como una declaración implícita de que la concepción era el momento de la alma. La mayoría de los primeros penitenciales imponían penitencias iguales por el aborto, ya sea temprano o tardío, pero los penitenciales posteriores en la Edad Media normalmente distinguían entre los dos, imponiendo penitencias más duras para los abortos tardíos y una penitencia menos severa por el pecado del aborto. "antes de que [el feto] tenga vida".
Las denominaciones cristianas contemporáneas tienen posiciones, pensamientos y enseñanzas matizadas sobre el aborto, especialmente en circunstancias atenuantes. La Iglesia Católica, la Iglesia Ortodoxa Oriental, la Ortodoxia Oriental y la mayoría de los protestantes evangélicos se oponen al aborto deliberado como inmoral, mientras que permiten lo que a veces se denomina aborto indirecto, es decir, una acción que no buscan la muerte del feto como un fin o un medio, pero a eso le sigue la muerte como efecto secundario. Algunas denominaciones protestantes principales, como la Iglesia Metodista, la Iglesia Episcopal (Estados Unidos), la Iglesia Unida de Cristo, la Iglesia Presbiteriana (EE. UU.), y la Iglesia Evangélica Luterana de América, entre otras, son más permisivas con el aborto. En términos más generales, algunas denominaciones cristianas pueden considerarse antiabortistas, mientras que otras pueden estar a favor del derecho al aborto. Además, hay minorías considerables en algunas denominaciones que no están de acuerdo con la postura de su denominación sobre el aborto.

## Hinduismo
La mayoría de los textos hindúes clásicos condenan enérgicamente el aborto, aunque el Sushruta Samhita lo recomienda si el feto es defectuoso. La British Broadcasting Corporation escribe: "Al considerar el aborto, la forma hindú es elegir la acción que hará menos daño a todos los involucrados: la madre y el padre, el feto y la sociedad". La BBC continúa afirmando: "En la práctica, sin embargo, el aborto se practica en la India, porque la prohibición religiosa del aborto a veces es anulada por la preferencia cultural por los hijos varones. Esto puede conducir al aborto para evitar el nacimiento de niñas, lo que se denomina 'feticidio femenino'. Los académicos hindúes y los defensores de los derechos de las mujeres han apoyado la prohibición de los abortos selectivos por sexo. Algunos hindúes apoyan el aborto en los casos en que la vida de la madre está en riesgo inminente o cuando el feto tiene una anomalía del desarrollo que pone en peligro la vida.
Algunos teólogos hindúes y Brahma Kumaris creen que la personalidad comienza a los tres meses y se desarrolla hasta los cinco meses de gestación, lo que posiblemente implica permitir el aborto hasta el tercer mes y considerar cualquier aborto después del tercer mes como la destrucción del cuerpo encarnado actual del alma.

## Islam
El Corán y el Hadiz describen la creación del hombre por parte de Dios en el útero y condenan el infanticidio. Un verso del Corán se refiere a las mujeres embarazadas que abortan el día del juicio. Cada una de las cuatro escuelas de pensamiento del Islam sunita (Hanafi, Shafi'i, Hanbali y Maliki) tiene sus propias reservas sobre si los abortos están permitidos en el Islam y cuándo. El madhhab maliki sostiene que "el feto tiene alma en el momento de la concepción" y, por lo tanto, "la mayoría de los malikis no permiten el aborto en ningún momento, ya que consideran que la mano de Dios forma activamente el feto en cada etapa del desarrollo". Por otro lado, algunos eruditos hanafi creen que el aborto antes de que termine el período de ciento veinte días está permitido, aunque algunos eruditos hanafi enseñan que un aborto dentro de los 120 días es makruh (desaprobado, es decir, desaconsejado). Las otras escuelas islámicas de pensamiento coinciden en recomendar el aborto cuando la vida de la madre está en peligro, porque la vida de la madre es primordial.
Los eruditos musulmanes difieren en cuanto a cuándo se le da alma al feto: algunos dicen 40 días después de la concepción, mientras que otros dicen 120 días. Sin embargo, los eruditos musulmanes también afirman el derecho de un embrión a ser respetado desde la concepción, incluso si todavía no se considera una vida humana. Antes de los 120 días, algunos estudiosos permiten el aborto en casos de "gran" deformidad fetal. Mauritania prohíbe el aborto bajo cualquier circunstancia. En el Islam chiita, el aborto está "prohibido después de la implantación del óvulo fertilizado". El líder de la revolución islámica iraní, el ayatolá Ruhollah Jomeiní, declaró que la shari'a prohíbe el aborto sin ningún motivo "incluso en la etapa más temprana posible". El ayatolá iraní Ali Khamenei permitió el aborto a las 10 semanas en casos de talasemia. Se permitió el aborto antes de los 120 días en casos de violación durante la guerra de Bosnia.
Después de 120 días, se cree que el feto es vida humana, pero todavía está permitido abortarlo para salvar la vida de la madre. Esto se debe a que un feto morirá de todos modos si la madre muere, y la madre es parte de una familia y tiene responsabilidades.

## Judaísmo

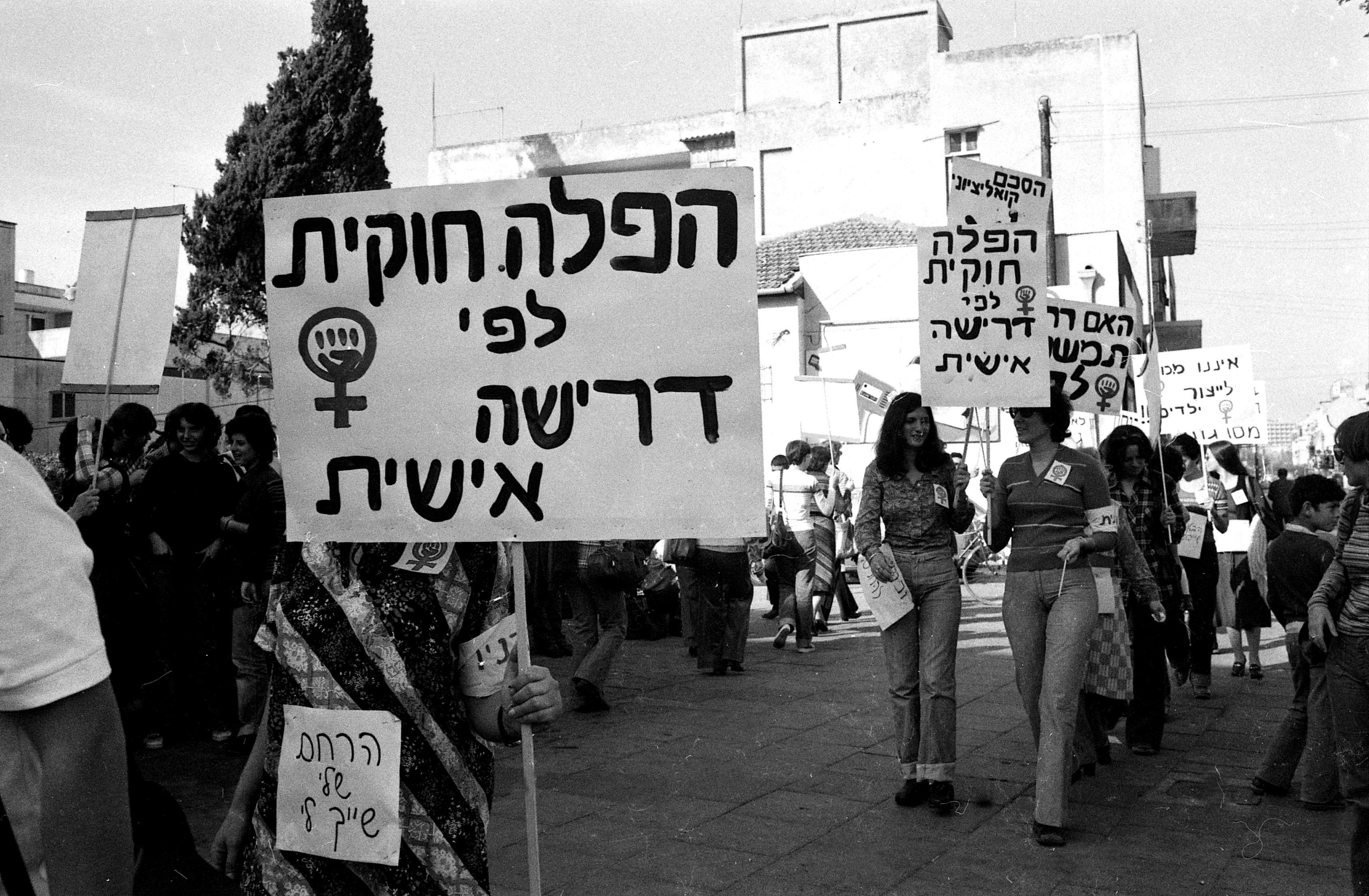
Manifestación en Tel Aviv para presionar a los miembros de la Knesset a firmar la Ley para aprobar el tratamiento legal del embarazo no deseado, 1978.

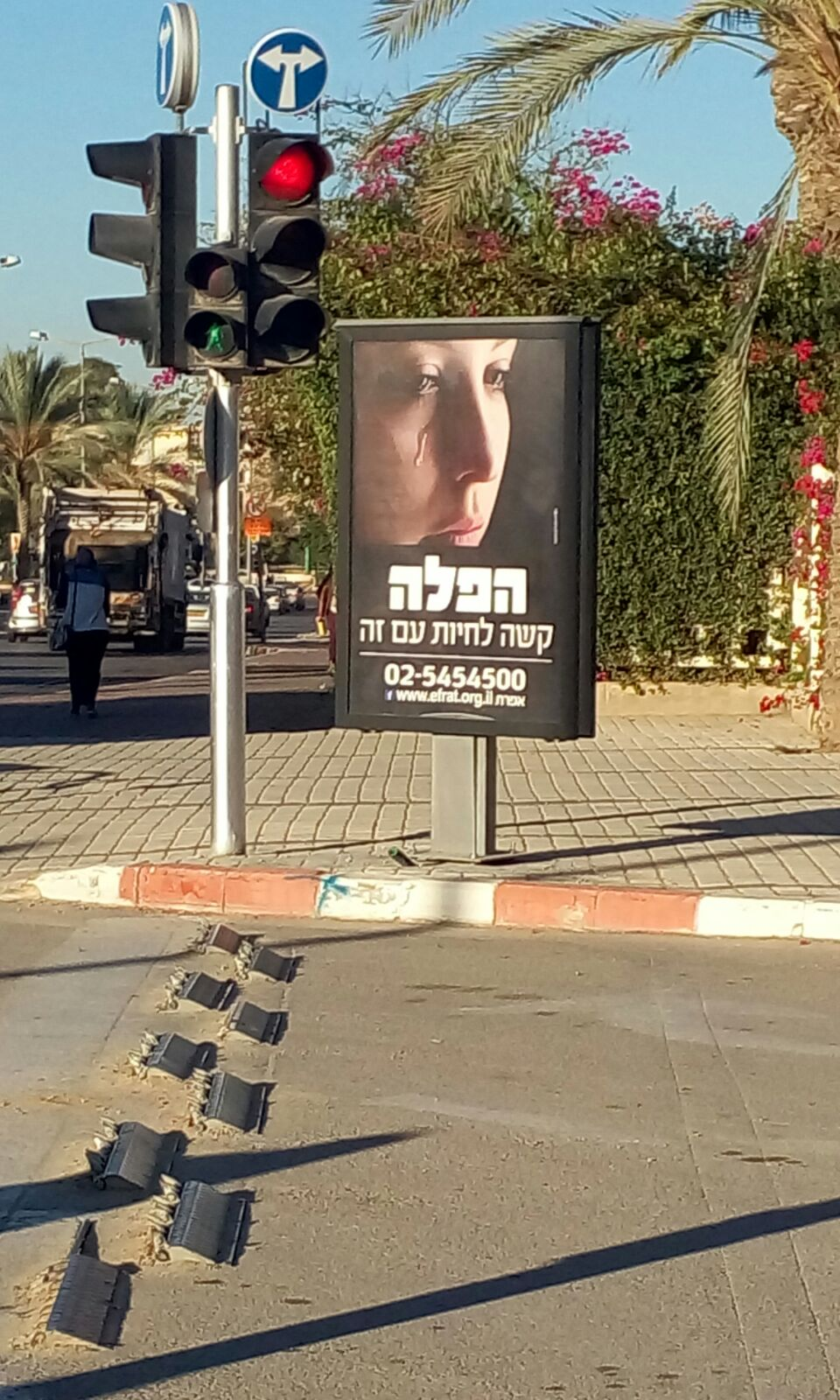
Una pancarta provida israelí en Efrat, 2015. El texto en hebreo: "Un aborto, es algo difícil de vivir".

La enseñanza judía ortodoxa permite el aborto si es necesario para salvaguardar la vida de la mujer embarazada. Mientras que los movimientos reformista, reconstruccionista y conservador abogan abiertamente por el derecho a un aborto seguro y accesible, el movimiento ortodoxo está menos unificado en el tema. Muchos judíos ortodoxos se oponen al aborto, excepto cuando es necesario para salvar la vida de la mujer (o, según algunos, la salud, sea física o psiquiátrica, de la mujer).
En el judaísmo, las opiniones sobre el aborto se basan principalmente en las enseñanzas legales y éticas de la Biblia hebrea, el Talmud, las decisiones caso por caso de responsa y otra literatura rabínica. En términos generales, los judíos ortodoxos se oponen al aborto después del día 40, con excepciones relacionadas con la salud, y los judíos reformistas tienden a permitir una mayor libertad para el aborto. Hay sentencias que suelen aparecer contradictorias sobre la materia. El Talmud establece que un feto no es legalmente una persona hasta que nace. La Torá contiene la ley que, "Si dos hombres se pelean y llegan a lastimar a una mujer embarazada, haciéndola abortar, pero sin poner en peligro su vida, el culpable deberá pagar de multa... Pero si la vida de la mujer es puesta en peligro, se exigirá vida (nefesh) por vida (nefesh)". (Éxodo 21:22-25). Es decir, provocar el aborto de una mujer es un delito, pero no un delito capital, porque el feto no se considera persona.
Jeremías 1:5 dice: "Antes de darte la vida, ya te había yo escogido; antes de que nacieras, ya te había yo apartado; te había destinado a ser profeta de las naciones". Para algunos, este versículo, si bien habla específicamente de Jeremías, es una indicación de que Dios es consciente de la identidad de "los seres humanos no nacidos en desarrollo incluso antes de entrar en el útero", o que para todos, Dios tiene un plan que aborta podría verse como frustrante. Otros dicen que esta interpretación es incorrecta y que el versículo no está relacionado con la personalidad o el aborto, ya que Jeremías afirma que su estado profético es distinto y especial.
La Biblia hebrea tiene algunas referencias al aborto; Éxodo 21: 22-25 aborda el aborto espontáneo por medio de las acciones de otro, que describe como un delito no capital punible con una multa. El Libro de los Números en la Biblia hebrea describe la Ordalía del agua amarga ( sotah ) que debe ser administrada por un sacerdote a una esposa cuyo esposo piensa que ella le fue infiel. Algunos eruditos interpretan que el texto involucra una poción abortifaciente o que induce un aborto espontáneo si la mujer está embarazada del hijo de otro hombre. El erudito rabínico Arnold Ehrlich interpreta la prueba de tal manera que termina inofensivamente si la mujer es fiel, o con un aborto inducido: "el embrión cae".

## Sijismo
El Sij Rehat Maryada (código de conducta) no se ocupa directamente del aborto. Sin embargo, prohíbe explícitamente la práctica de 'kuri-mar', un término punjabí que literalmente significa "matar a niñas", pero que también abarca el feticidio femenino.
El Gurú Granth Sahib (escritura principal y fuente de orientación religiosa sij para los sij), no proporciona ningún dictado específico sobre el aborto. Por lo tanto, muchos sikhs interpretarán ciertas partes de los textos y tomarán una decisión personal cuando se enfrenten a un feto claramente anormal.
Sin embargo, aunque no hay una prohibición explícita en el Guru Granth Sahib o en el Sikh Rehat Maryada, algunos sikhs generalmente consideran que el aborto está prohibido porque se dice que interfiere con el trabajo creativo de Dios. A pesar de este punto de vista teórico, el aborto no es infrecuente entre la comunidad sij de la India, y existe una creciente preocupación de que los fetos femeninos sean abortados debido a la preferencia cultural por los varones.

## Universalismo Unitario
La Iglesia Unitaria Universalista apoya firmemente el derecho al aborto. En 1978, la Asociación Unitaria Universalista aprobó una resolución que declaraba: "... [el] derecho a elegir sobre anticoncepción y aborto son aspectos importantes del derecho a la privacidad, el respeto por la vida humana y la libertad de conciencia de las mujeres y sus familias". La Asociación había publicado declaraciones anteriores en 1963 y 1968 a favor de la reforma de las leyes restrictivas del aborto.

## Wicca
Aunque los puntos de vista difieren, la mayoría de los wiccanos consideran que el aborto es una decisión espiritual que debe estar libre de la interferencia del estado o los políticos.